# Ipiduropoda integra
Ipiduropoda integra es una especie de arácnido del orden Mesostigmata de la familia Trematuridae.

## Distribución geográfica
Se encuentra en México.